# Тит Вергиний Трикост Целиомонтан (консул 448 года до н. э.)
Тит Верги́ний Трико́ст Целиомонта́н (лат. Titus Verginius Tricostus Caeliomontanus; V век до н. э.) — римский политический деятель, консул 448 года до н. э.
Спурий Герминий принадлежал к патрицианскому роду Вергиниев и был, возможно, сыном Спурия Вергиния, консула 456 года до н. э. Его коллегой по высшей должности стал Спурий Герминий Коритинезан Аквилин. Консульский год прошёл без заметных событий. По словам Тита Ливия, консулы «не слишком старались принять сторону патрициев или плебеев, зато не знали тревог ни в домашних делах, ни в военных».
О судьбе Тита Вергиния после истечения его полномочий ничего не известно.